# كفر أبو بري
قرية كفر أبو بري هي إحدى القرى التابعة لمركز ديرب نجم في محافظة الشرقية في جمهورية مصر العربية. حسب إحصاءات سنة 2006، بلغ إجمالي السكان في كفر أبو بري 2005 نسمة، منهم 1132 رجل و873 امرأة.